# Lee Strasberg Theatre and Film Institute

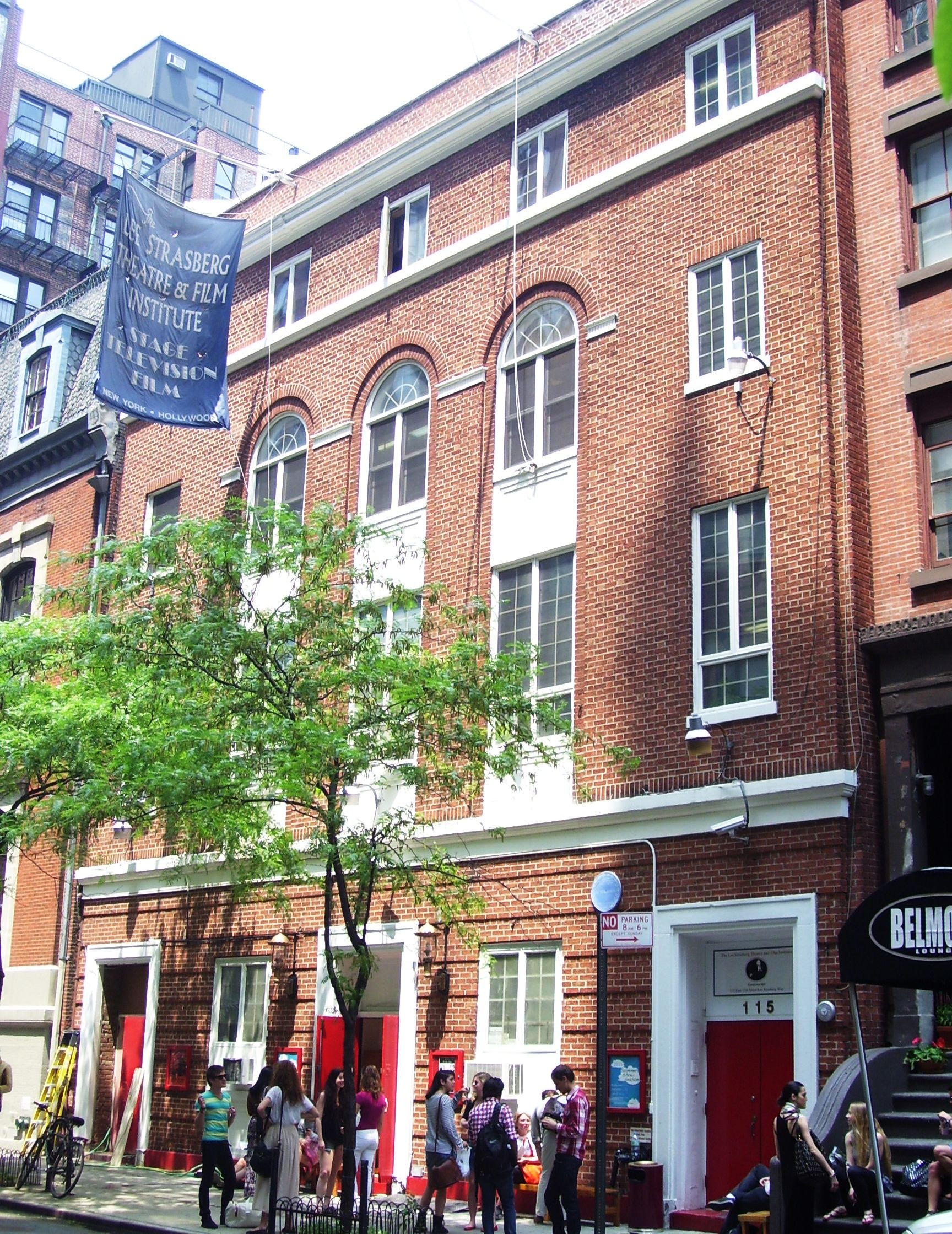
A escola de Nova Iorque em 2011

O Lee Strasberg Theatre and Film Institute é uma escola de representação, localizada no número 115 da 15th Street entre a Union Square East e a Irving Place no bairro de Manhattan, Nova Iorque. Está localizada também no número 7936 da Santa Monica Boulevard em West Hollywood, Califórnia.

## História
A escola foi fundada pelo famoso professor de representação Lee Strasberg em 1969, com o objectivo de ensinar e promover as técnicas do seu método de ensino.
O Instituto desenvolveu uma parceria com a Tisch School of the Arts na Universidade de Nova Iorque, onde os alunos podem estudar. A direcção artística está a cargo de Anna Strasberg, a viúva de Lee Strasberg.

## Ex-alunos notáveis
- Will Arnett[1]
- Alec Baldwin[2]
- Loo Brealey[3]
- Luciano Cruz-Coke
- Rebecca De Mornay[4]
- Robert De Niro[2]
- Matt Dillon[5]
- Caggie Dunlop
- Chris Evans
- Jorja Fox
- Michael Imperioli[6]
- Scarlett Johansson[7]
- Amy Jo Johnson
- Angelina Jolie[2]
- Ranbir Kapoor[8]
- Carmen Kass
- Rahul Khanna
- Prakash Kovelamudi[9]
- Eriberto Leão
- Brandon Lee
- Sean Li[10]
- Susan Loughnane[11]
- Jean-Baptiste Maunier[12]
- Daniela Ruah
- Davy Sardou[2]
- Uma Thurman[5]
- Shenaz Treasurywala[13]
- Christoph Waltz[14]
- Flávia Garrafa[15]
- Marilyn monroe